# Związek Socjalistycznych Republik Radzieckich na Letnich Igrzyskach Olimpijskich 1968
Związek Socjalistycznych Republik Radzieckich na Letnich Igrzyskach Olimpijskich 1968 reprezentowało 312 zawodników (246 mężczyzn i 66 kobiet). Był to piąty start reprezentacji ZSRR na letnich igrzyskach olimpijskich.

## Zdobyte medale
| Medal  | Zawodnik | Dyscyplina sportowa  | Konkurencja                          |
| ------ | --- | -------------------- | ------------------------------------ |
| Złoto  | Michaił Woronin | Gimnastyka           | Skok mężczyzn                        |
| Złoto  | Michaił Woronin | Gimnastyka           | Drążek mężczyzn                      |
| Złoto  | Natalja Kuczinska | Gimnastyka           | Równoważnia kobiet                   |
| Złoto  | Łarisa Pietrik | Gimnastyka           | Ćwiczenia na podłodze kobiet         |
| Złoto  | Natalja Kuczinska Zinaida Woronina Łarisa Pietrik Olga Karasiowa Ludmiła Turiszczewa Lubow Burda | Gimnastyka           | Wielobój drużynowo kobiet            |
| Złoto  | Wołodymyr Hołubnyczy | Lekkoatletyka        | Chód na 20 km mężczyzn               |
| Złoto  | Jānis Lūsis | Lekkoatletyka        | Rzut oszczepem mężczyzn              |
| Złoto  | Wiktor Saniejew | Lekkoatletyka        | Trójskok mężczyzn                    |
| Złoto  | Walerian Sokołow | Boks                 | waga kogucia                         |
| Złoto  | Boris Łagutin | Boks                 | waga lekkośrednia                    |
| Złoto  | Danas Pozniakas | Boks                 | waga półciężka                       |
| Złoto  | Ludmiła Pinajewa | Kajakarstwo          | K-1 500 m kobiet                     |
| Złoto  | Ołeksandr Szaparenko Wołodymyr Morozow | Kajakarstwo          | K-2 1000 m mężczyzn                  |
| Złoto  | Iwan Kizimow | Jeździectwo          | Ujeżdżenie indywidualnie             |
| Złoto  | Jelena Nowikowa | Szermierka           | Floret kobiet                        |
| Złoto  | Jelena Nowikowa Aleksandra Zabielina Tatjana Pietrienko Galina Gorochowa Swietłana Czirkowa | Szermierka           | Floret kobiet drużynowo              |
| Złoto  | Władimir Nazłymow Wiktor Sidiak Eduard Winokurow Mark Rakita Umiar Mawlichanow | Szermierka           | Szabla mężczyzn drużynowo            |
| Złoto  | Anatolij Sass Aleksandr Timoszynin | Wioślarstwo          | Dwójka podwójna mężczyzn             |
| Złoto  | Wałentyn Mankin | Żeglarstwo           | Klasa Finn                           |
| Złoto  | Grigorij Kosych | Strzelectwo          | Pistolet 50 m                        |
| Złoto  | Jewgienij Pietrow | Strzelectwo          | Skeet                                |
| Złoto  | Ludmiła Bułdakowa Ludmiła Michajłowska Tatjana Veinberga Wiera Łantratowa Wiera Gałuszka Tatjana Saryczewa Tatjana Poniajewa Nina Smolejewa Inna Ryskal Galina Leontjewa Roza Salichowa Walentina Winogradowa           | Siatkówka            | kobiety                              |
| Złoto  | Eduard Sibiriakow Walerij Krawczenko Wołodymyr Bielajew Jewgienij Łapinski Oleg Antropow Vasilijus Matuševas Wiktor Michalczuk Jurij Pojarkow Borys Tereszczuk Wołodymyr Iwanow Ivans Bugajenkovs Gieorgij Mondzolewski | Siatkówka            | mężczyźni                            |
| Złoto  | Łeonid Żabotynśkyj | Podnoszenie ciężarów | waga ciężka                          |
| Złoto  | Wiktor Kuriencow | Podnoszenie ciężarów | waga średnia                         |
| Złoto  | Boris Sielicki | Podnoszenie ciężarów | waga lekkociężka                     |
| Złoto  | Aleksandr Miedwied | Zapasy               | +97 kg styl wolny                    |
| Złoto  | Boris Guriewicz | Zapasy               | 87 kg styl wolny                     |
| Złoto  | Roman Rurua | Zapasy               | +63 kg styl klasyczny                |
| Srebro | Michaił Woronin | Gimnastyka sportowa  | Wielobój indywidualnie mężczyzn      |
| Srebro | Michaił Woronin | Gimnastyka sportowa  | Poręcz mężczyzn                      |
| Srebro | Michaił Woronin | Gimnastyka sportowa  | Kółka mężczyzn                       |
| Srebro | Michaił Woronin Siergiej Diomidow Walerij Iljinych Walerij Karasiow Wiktor Klimienko Wiktor Lisickij | Gimnastyka sportowa  | skok przez konia mężczyzn            |
| Srebro | Zinaida Woronina | Gimnastyka sportowa  | Wielobój indywidualnie kobiet        |
| Srebro | Romuald Klim | Lekkoatletyka        | Rzut młotem mężczyzn                 |
| Srebro | Antonina Łazariewa | Lekkoatletyka        | skok wzwyż kobiet                    |
| Srebro | Wiaczesław Lemieszew | Boks                 | waga średnia                         |
| Srebro | Jonas Čepulis | Boks                 | waga ciężka                          |
| Srebro | Ołeksandr Szaparenko | Kajakarstwo          | K-1 1000 m mężczyzn                  |
| Srebro | Natalja Łobanowa | Skoki do wody        | Wieża 10 m mężczyzn                  |
| Srebro | Tamara Safonowa | Skoki do wody        | Trampolina 3 m mężczyzn              |
| Srebro | Jelena Pietuszkowa Iwan Kizimow Iwan Kalita | Jeździectwo          | Ujeżdżenie drużynowo                 |
| Srebro | Hryhorij Kriss | Szermierka           | Szpada mężczyzn                      |
| Srebro | Mark Rakita | Szermierka           | Szabla mężczyzn                      |
| Srebro | Hryhorij Kriss Josyp Witebski Aleksiej Nikanczikow Jurij Smolakow Wiktor Modzolewski | Szermierka           | Szpada mężczyzn drużynowo            |
| Srebro | Gierman Swiesznikow Jurij Szarow Wasyl Stankowycz Wiktor Putiatin Jurij Sisikin | Szermierka           | Floret mężczyzn drużynowo            |
| Srebro | Stasys Šaparnis Boris Oniszczenko Pawieł Ledniow | Pięciobój nowoczesny | drużynowo                            |
| Srebro | Walentin Korniew | Strzelectwo          | Karabin dowolny 3 postawy 300 m      |
| Srebro | Galina Prozumienszczikowa | Pływanie             | 100 m stylem klasycznym kobiet       |
| Srebro | Władimir Kosinski | Pływanie             | 100 m stylem klasycznym mężczyzn     |
| Srebro | Władimir Kosinski | Pływanie             | 200 m stylem klasycznym mężczyzn     |
| Srebro | Gieorgij Kulikow Wiktor Mazanow Siemion Bielic-Giejman Leonid Iljiczow | Pływanie             | 4 × 100 m stylem dowolnym mężczyzn   |
| Srebro | Ołeksij Barkałow Aleksandr Dołguszyn Aleksandr Szydłowski Boris Griszyn Giwi Czikwanaia Leonid Osipow Oleg Bowin Wadim Gulajew Władimir Siemionow Wiaczesław Skok Jurij Grigorowski                                     | Piłka wodna          | mężczyźni                            |
| Srebro | Dito Szanidze | Podnoszenie ciężarów | waga piórkowa                        |
| Srebro | Wołodymyr Bielajew | Podnoszenie ciężarów | waga lekkociężka                     |
| Srebro | Jaan Talts | Podnoszenie ciężarów | waga półciężka                       |
| Srebro | Szota Lomidze | Zapasy               | 97 kg styl wolny                     |
| Srebro | Władimir Bakulin | Zapasy               | 52 kg styl klasyczny                 |
| Srebro | Walentin Olenik | Zapasy               | 87 kg styl klasyczny                 |
| Srebro | Nikołaj Jakowienko | Zapasy               | 97 kg styl klasyczny                 |
| Srebro | Anatolij Roszczin | Zapasy               | +97 kg styl klasyczny                |
| Brąz   | Łarisa Pietrik | Gimnastyka sportowa  | Równoważnia kobiet                   |
| Brąz   | Natalja Kuczinska | Gimnastyka sportowa  | Wielobój indywidualny kobiet         |
| Brąz   | Natalja Kuczinska | Gimnastyka sportowa  | Ćwiczenia na podłodze kobiet         |
| Brąz   | Zinaida Woronina | Gimnastyka sportowa  | Skok kobiet                          |
| Brąz   | Zinaida Woronina | Gimnastyka sportowa  | Poręcz kobiet                        |
| Brąz   | Michaił Woronin | Gimnastyka sportowa  | Koń z łękami mężczyzn                |
| Brąz   | Wiktor Klimienko | Gimnastyka sportowa  | Poręcz mężczyzn                      |
| Brąz   | Siergiej Diomidow | Gimnastyka sportowa  | Skok mężczyzn                        |
| Brąz   | Mykoła Smaha | Lekkoatletyka        | chód na 20 km mężczyzn               |
| Brąz   | Natalja Czistiakowa | Lekkoatletyka        | 400 m kobiet                         |
| Brąz   | Ludmiła Masłakowa Galina Bucharina Wira Popkowa Ludmiła Samotiosowa | Lekkoatletyka        | 4 × 100 m kobiet                     |
| Brąz   | Walentin Gawriłow | Lekkoatletyka        | Skok wzwyż mężczyzn                  |
| Brąz   | Wałentyna Kozyr | Lekkoatletyka        | Skok wzwyż kobiet                    |
| Brąz   | Tatjana Tałyszewa | Lekkoatletyka        | Skok w dal kobiet                    |
| Brąz   | Eduard Guszczin | Lekkoatletyka        | Pchnięcie kulą mężczyzn              |
| Brąz   | Nadieżda Cziżowa | Lekkoatletyka        | Pchnięcie kulą kobiet                |
| Brąz   | Anatolij Krikun Modestas Paulauskas Zurab Sakandelidze Wadim Kapranow Jurij Sielichow Anatolij Poliwoda Siergiej Biełow Priit Tomson Siergiej Kowalenko Giennadij Wolnow Jaak Lipso Władimir Andriejew                  | Koszykówka           | mężczyźni                            |
| Brąz   | Władimir Musalimow | Boks                 | waga półśrednia                      |
| Brąz   | Witalij Gałkow | Kajakarstwo          | C-1 1000 m mężczyzn                  |
| Brąz   | Naum Prokupiec Michaił Zamotin | Kajakarstwo          | C-2 1000 m mężczyzn                  |
| Brąz   | Ludmiła Pinajewa Antonina Sieriedina | Kajakarstwo          | K-2 500 m kobiet                     |
| Brąz   | Pawieł Ledniow | Pięciobój nowoczesny | indywidualnie                        |
| Brąz   | Zigmas Jukna Antanas Bagdonavičius Wołodymyr Sterłyk Juozas Jagelavičius Aleksandr Martyszkin Vytautas Briedis Wałentyn Krawczuk Wiktor Suslin Jurij Łoriencson                                                         | Wioślarstwo          | ósemka mężczyzn                      |
| Brąz   | Rienart Sulejmanow | Strzelectwo          | Pistolet szybkostrzelny 25 m         |
| Brąz   | Witalij Parchimowicz | Strzelectwo          | Karabin małokalibrowy 3 postawy 50 m |
| Brąz   | Nikołaj Pankin | Pływanie             | 100 m stylem klasycznym mężczyzn     |
| Brąz   | Galina Prozumienszczikowa | Pływanie             | 200 m stylem klasycznym kobiet       |
| Brąz   | Jurij Hromak Władimir Kosinski Władimir Niemszyłow Leonid Iljiczow | Pływanie             | 4 × 100 m stylem zmiennym mężczyzn   |
| Brąz   | Władimir Burie Siemion Bielic-Giejman Gieorgij Kulikow Leonid Iljiczow | Pływanie             | 4 × 200 m stylem dowolnym mężczyzn   |
| Brąz   | Iwan Koczergin | Zapasy               | 57 kg styl klasyczny                 |

## Skład kadry

### Boks
Waga papierowa
- Wiktor Zaporożeć – druga runda

Waga musza
- Nikołaj Nowikow – ćwierćfinały

Waga kogucia
- Walerian Sokołow – złoty medal

Waga piórkowa
- Walerij Płotnikow – ćwierćfinały

Waga lekka
- Walerij Biełousow – trzecia runda

Waga lekkopółśrednia
- Jewgienij Frołow – ćwierćfinały

Waga półśrednia
- Władimir Musalimow – brązowy medal

Waga lekkośrednia
- Boris Łagutin – złoty medal

Waga średnia
- Aleksiej Kisielow – srebrny medal

Waga półciężka
- Danas Pozniakas – złoty medal

Waga ciężka
- Jonas Čepulis – srebrny medal

### Gimnastyka

#### Mężczyźni
Wielobój indywidualnie
- Michaił Woronin – srebrny medal
- Siergiej Diomidow – 6. miejsce
- Wiktor Klimienko – 7. miejsce
- Walerij Karasiow – 10. miejsce
- Wiktor Lisickij – 14. miejsce
- Walerij Iljinych – 15. miejsce

Wielobój drużynowo
- Michaił Woronin, Siergiej Diomidow, Wiktor Klimienko, Walerij Karasiow, Wiktor Lisickij, Walerij Iljinych – srebrny medal

Ćwiczenia na podłodze
- Walerij Karasiow – 5. miejsce
- Michaił Woronin – odpadł w eliminacjach
- Siergiej Diomidow – odpadł w eliminacjach
- Wiktor Klimienko – odpadł w eliminacjach
- Wiktor Lisickij – odpadł w eliminacjach
- Walerij Iljinych – odpadł w eliminacjach

Skok
- Michaił Woronin – złoty medal
- Siergiej Diomidow – brązowy medal
- Walerij Karasiow – odpadł w eliminacjach
- Wiktor Klimienko – odpadł w eliminacjach
- Wiktor Lisickij – odpadł w eliminacjach
- Walerij Iljinych – odpadł w eliminacjach

Poręcz
- Michaił Woronin – srebrny medal
- Wiktor Klimienko – brązowy medal
- Siergiej Diomidow – odpadł w eliminacjach
- Walerij Karasiow – odpadł w eliminacjach
- Wiktor Lisickij – odpadł w eliminacjach
- Walerij Iljinych – odpadł w eliminacjach

Drążek
- Michaił Woronin – złoty medal
- Siergiej Diomidow – 5. miejsce
- Wiktor Klimienko – odpadł w eliminacjach
- Walerij Karasiow – odpadł w eliminacjach
- Wiktor Lisickij – odpadł w eliminacjach
- Walerij Iljinych – odpadł w eliminacjach

Kółka
- Michaił Woronin – srebrny medal
- Siergiej Diomidow – 6. miejsce
- Wiktor Klimienko – odpadł w eliminacjach
- Walerij Karasiow – odpadł w eliminacjach
- Wiktor Lisickij – odpadł w eliminacjach
- Walerij Iljinych – odpadł w eliminacjach

Koń z łęgami
- Michaił Woronin – brązowy medal
- Wiktor Klimienko – 6. miejsce
- Siergiej Diomidow – odpadł w eliminacjach
- Walerij Karasiow – odpadł w eliminacjach
- Wiktor Lisickij – odpadł w eliminacjach
- Walerij Iljinych – odpadł w eliminacjach

#### Kobiety
Wielobój indywidualnie
- Zinaida Woronina – srebrny medal
- Natalja Kuczinska – brązowy medal
- Łarisa Pietrik – 4. miejsce
- Olga Karasiowa – 7. miejsce
- Ludmiła Turiszczewa – 24. miejsce
- Lubow Burda – 25. miejsce

Wielobój drużynowo
- Natalja Kuczinska, Zinaida Woronina, Łarisa Pietrik, Olga Karasiowa, Ludmiła Turiszczewa, Lubow Burda – złoty medal

Ćwiczenia na podłodze
- Łarisa Pietrik – złoty medal
- Natalja Kuczinska – brązowy medal
- Zinaida Woronina – 4. miejsce
- Olga Karasiowa – 5. miejsce
- Ludmiła Turiszczewa – odpadła w eliminacjach
- Lubow Burda – odpadła w eliminacjach

Skok
- Zinaida Woronina – brązowy medal
- Natalja Kuczinska – 5. miejsce
- Łarisa Pietrik – odpadła w eliminacjach
- Olga Karasiowa – odpadła w eliminacjach
- Ludmiła Turiszczewa – odpadła w eliminacjach
- Lubow Burda – odpadła w eliminacjach

Poręcz
- Zinaida Woronina – brązowy medal
- Natalja Kuczinska – odpadła w eliminacjach
- Łarisa Pietrik – odpadła w eliminacjach
- Olga Karasiowa – odpadła w eliminacjach
- Ludmiła Turiszczewa – odpadła w eliminacjach
- Lubow Burda – odpadła w eliminacjach

Równoważnia
- Natalja Kuczinska – złoty medal
- Łarisa Pietrik – brązowy medal
- Zinaida Woronina – odpadła w eliminacjach
- Olga Karasiowa – odpadła w eliminacjach
- Ludmiła Turiszczewa – odpadła w eliminacjach
- Lubow Burda – odpadła w eliminacjach

### Jeździectwo
Ujeżdżenie indywidualne
- Iwan Kizimow – złoty medal
- Iwan Kalita – 4. miejsce
- Jelena Pietuszkowa – 6. miejsce

Ujeżdżenie drużynowo
- Jelena Pietuszkowa, Iwan Kalita, Iwan Kizimow – złoty medal

WKKW indywidualnie
- Gierman Gaziumow – 10. miejsce
- Aleksandr Jewdokimow – 21. miejsce
- Pawieł Diejew – DNF
- Swietozar Głuszkow – DNF

WKKW drużynowo
- Gierman Gaziumow, Aleksandr Jewdokimow, Pawieł Diejew, Swietozar Głuszkow – DNF

Skoki przez przeszkody indywidualnie
- Wiktor Matwiejew – 26. miejsce
- Jewgienij Kuzin – DNF

Skoki przez przeszkody drużynowo
- Wiktor Matwiejew, Giennadij Samosiedienko, Jewgienij Kuzin – 12. miejsce

### Kajakarstwo

#### Mężczyźni
K-1 1000 m
- Ołeksandr Szaparenko – srebrny medal

K-2 1000 m
- Ołeksandr Szaparenko, Wołodymyr Morozow – złoty medal

K-4 1000 m
- Mykoła Czużykow, Jurij Stecenko, Dmitrij Matwiejew, Heorhij Kariuchin – odpadli w eliminacjach

C-1 1000 m
- Witalij Gałkow – brązowy medal

C-2 1000 m
- Naum Prokupiec, Michaił Zamotin – brązowy medal

#### Kobiety
K-1 500 m
- Ludmiła Pinajewa – złoty medal

K-2 500 m
- Ludmiła Pinajewa, Antonina Sieriedina – brązowy medal

### Kolarstwo
Wyścig ze startu wspólnego
- Walerij Jardy – 17. miejsce
- Jurij Dmitrijew – 32. miejsce
- Władisław Nielubin – DNF
- Anatolij Starkow – DNF

Drużynowa jazda na czas
- Boris Szuchow, Aleksandr Dochlakow, Jurij Dmitrijew, Walerij Jardy – 9. miejsce

Sprint
- Omar Pchakadze – 4. miejsce
- Siergiej Krawcow – odpadł w eliminacjach

1 km
- Siergiej Krawcow – 8. miejsce

Tandemy
- Ihor Cełowalnykow, Imants Bodnieks – 5. miejsce

Wyścig drużynowy na dochodzenie
- Dzintars Lācis, Stanisław Moskwin, Władimir Kuzniecow, Michaił Koluszew, Wiktor Bykow – 4. miejsce

### Koszykówka
Mężczyźni
- Anatolij Krikun, Modestas Paulauskas, Zurab Sakandelidze, Wadim Kapranow, Jurij Sielichow, Anatolij Poliwoda, Siergiej Biełow, Priit Tomson, Siergiej Kowalenko, Giennadij Wolnow, Jaak Lipso, Władimir Andriejew – brązowy medal

### Lekkoatletyka

#### Mężczyźni
100 m
- Władisław Sapieja – odpadł w eliminacjach
- Jewgienij Siniajew – odpadł w eliminacjach
- Ołeksij Chłopotnow – odpadł w eliminacjach

200 m
- Nikołaj Iwanow – odpadł w eliminacjach
- Walentin Masłakow – odpadł w eliminacjach

800 m
- Jewhen Arżanow – odpadł w eliminacjach

1500 m
- Oleg Rajko – odpadł w eliminacjach
- Michaił Żełobowski – odpadł w eliminacjach

5000 m
- Nikołaj Swiridow – 7. miejsce
- Raszyd Szarafietdinow – odpadł w eliminacjach
- Łeonid Mykytenko – odpadł w eliminacjach

10 000 m
- Nikołaj Swiridow – 5. miejsce
- Łeonid Mykytenko – 17. miejsce
- Wiaczesław Ałanow – 24. miejsce

Maraton
- Anatolij Sucharkow – 28. miejsce
- Muchamied Szakirow – DNF
- Jurij Wołkow – DNS

110 m przez płotki
- Ołeh Stepanenko – odpadł w eliminacjach
- Wiktor Balichin – odpadł w eliminacjach

400 m przez płotki
- Wiaczesław Skomorochow – 5. miejsce

3000 m przez przeszkody
- Aleksandr Morozow – 5. miejsce
- Wiktor Kudinski – odpadł w eliminacjach

4 × 100 m
- Ołeksij Chłopotnow, Jewgienij Siniajew, Nikołaj Iwanow, Władisław Sapieja – odpadli w eliminacjach

Chód na 20 km
- Wołodymyr Hołubnyczy – złoty medal
- Mykoła Smaha – brązowy medal
- Otto Barcz – 6. miejsce

Chód na 50 km
- Siergiej Grigorjew – 15. miejsce
- Giennadij Agapow – DNF
- Ihor Della-Rossa – DNF

Skok wzywż
- Walentin Gawriłow – brązowy medal
- Wałerij Skworcow – 4. miejsce
- Wiktor Bolszow – odpadł w eliminacjach

Skoko o tyczce
- Hennadij Błyznecow – 6. miejsce
- Aleksandr Malutin – 12. miejsce

Skok w dal
- Igor Ter-Owanesian – 4. miejsce
- Tõnu Lepik – 5. miejsce
- Łeonid Barkowski – 11. miejsce

Trójskok
- Wiktor Saniejew – złoty medal
- Nikołaj Dudkin – 5. miejsce
- Aleksandr Zołotariow – odpadł w eliminacjach

Pchnięcie kulą
- Eduard Guszczin – brązowy medal

Rzut dyskiem
- Guram Gudaszwili – odpadł w eliminacjach

Rzut młotem
- Romuald Klim – srebrny medal
- Giennadij Kondraszow – 6. miejsce
- Anatolij Szczuplakow – 9. miejsce

Rzut oszczepem
- Jānis Lūsis – złoty medal
- Mart Paama – odpadł w eliminacjach

Dziesięciobój
- Mykoła Awiłow – 4. miejsce
- Jānis Lanka – 14. miejsce
- Rein Aun – DNF

#### Kobiety
100 m
- Ludmiła Samotiosowa – odpadła w eliminacjach
- Ludmiła Gołomazowa – odpadła w eliminacjach
- Ludmiła Żarkowa – odpadła w eliminacjach

200 m
- Ludmiła Samotiosowa – odpadła w eliminacjach
- Wira Popkowa – odpadła w eliminacjach
- Ludmiła Gołomazowa – odpadła w eliminacjach

400 m
- Natalja Pieczonkina – brązowy medal
- Ingrīda Verbele – odpadła w eliminacjach

800 m
- Laine Erik – odpadła w eliminacjach
- Anna Zimina – odpadła w eliminacjach

80 m przez płotki
- Tatjana Tałyszewa – 8. miejsce
- Wiera Korsakowa – odpadła w eliminacjach
- Ludmiła Ijewlewa – odpadła w eliminacjach

4 × 100 m
- Ludmiła Żarkowa, Galina Bucharina, Wira Popkowa, Ludmiła Samotiosowa – brązowy medal

Skok wzywż
- Antonina Okorokowa – srebrny medal
- Wałentyna Kozyr – brązowy medal
- Wiera Gruszkina – 4. miejsce

Skok w dal
- Tatjana Tałyszewa – brązowy medal
- Helēna Ringa – odpadła w eliminacjach

Pchnięcie kulą
- Nadieżda Cziżowa – brązowy medal
- Irina Kudriawcewa-Sołoncowa – 9. miejsce

Rzut dyskiem
- Antonina Popowa – 5. miejsce
- Ludmiła Murawjowa – 9. miejsce

Rzut oszczepem
- Lidija Cymosz – 10. miejsce
- Walentina Ewert – 14. miejsce

Pięciobój
- Walentina Tichomirowa – 4. miejsce
- Galina Sofina – 28. miejsce

### Pięciobój nowoczesny
Indywidualnie
- Pawieł Ledniow – brązowy medal
- Boris Oniszczenko – 5. miejsce
- Stasys Šaparnis – 9. miejsce

Drużynowo
- Pawieł Ledniow, Stasys Šaparnis, Boris Oniszczenko – srebrny medal

### Piłka siatkowa
Turniej mężczyzn
- Eduard Sibiriakow, Walerij Krawczenko, Wołodymyr Bielajew, Jewgienij Łapinski, Oleg Antropow, Vasilijus Matuševas, Wiktor Michalczuk, Jurij Pojarkow, Borys Tereszczuk, Wołodymyr Iwanow, Ivans Bugajenkovs, Gieorgij Mondzolewski – złoty medal

Turniej kobiet
- Ludmiła Bułdakowa, Ludmiła Michajłowska, Tatjana Veinberga, Wiera Łantratowa, Wiera Gałuszka, Tatjana Saryczewa, Tatjana Poniajewa, Nina Smolejewa, Inna Ryskal, Galina Leontjewa, Roza Salichowa, Walentina Winogradowa – złoty medal

### Piłka wodna
Turniej mężczyzn
- Ołeksij Barkałow, Aleksandr Dołguszyn, Aleksandr Szydłowski, Boris Griszyn, Giwi Czikwanaia, Leonid Osipow, Oleg Bowin, Wadim Gulajew, Władimir Siemionow, Wiaczesław Skok, Jurij Grigorowski – srebrny medal

### Pływanie

#### Mężczyźni
100 m stylem dowolnym
- Leonid Iljiczow – 5. miejsce
- Georgijs Kuļikovs – 6. miejsce
- Siergiej Gusiew – 17. miejsce

200 m stylem dowolnym
- Siemion Bielic-Giejman – 7. miejsce
- Leonid Iljiczow – 9. miejsce
- Georgijs Kuļikovs – 39. miejsce

400 m stylem dowolnym
- Siemion Bielic-Giejman – 9. miejsce
- Achmied Anarbajew – 25. miejsce

1500 m stylem dowolnym
- Władimir Burie – 17. miejsce
- Siemion Bielic-Giejman – DNS

4 × 100 m stylem dowolnym
- Siemion Bielic-Giejman, Wiktor Mazanow, Georgijs Kuļikovs, Leonid Iljiczow, Siergiej Gusiew – srebrny medal

4 × 200 m stylem dowolnym
- Władimir Burie, Siemion Bielic-Giejman, Georgijs Kuļikovs, Leonid Iljiczow – brązowy medal

100 m stylem grzbietowym
- Jurij Hromak – 10. miejsce
- Wiktor Mazanow – 12. miejsce
- Jewgienij Spiridonow – 20. miejsce

200 m stylem grzbietowym
- Leonid Dobroskokin – 6. miejsce

100 m stylem klasycznym
- Władimir Kosinski – srebrny medal
- Nikołaj Pankin – brązowy medal
- Jewhen Mychajłow – 5. miejsce

200 m stylem klasycznym
- Władimir Kosinski – srebrny medal
- Nikołaj Pankin – 4. miejsce
- Jewhen Mychajłow – 5. miejsce

100 m stylem motylkowym
- Władimir Niemszyłow – 4. miejsce
- Jurij Suzdalcew – 6. miejsce
- Siergiej Konow – 26. miejsce

200 m stylem motylkowym
- Walentin Kuzmin – 4. miejsce
- Jurij Suzdalcew – 7. miejsce
- Siergiej Konow – 12. miejsce

200 m stylem zmiennym
- Władimir Krawczenko – 13. miejsce
- Andriej Dunajew – 31. miejsce

400 m stylem zmiennym
- Andriej Dunajew – 7. miejsce
- Władimir Krawczenko – 14. miejsce

4 × 100 m stylem zmiennym
- Jurij Hromak, Władimir Kosinski, Władimir Niemszyłow, Leonid Iljiczow, Wiktor Mazanow, Nikołaj Pankin, Jurij Suzdalcew, Siergiej Gusiew – brązowy medal

#### Kobiety
100 m stylem dowolnym
- Lidija Hrebeć – 19. miejsce
- Natalja Ustinowa – 24. miejsce
- Zoja Duś – 26. miejsce

200 m stylem dowolnym
- Tamara Sosnowa – 25. miejsce

4 × 100 m stylem dowolnym
- Zoja Dus, Tamara Sosnowa, Natalja Ustinowa, Lidija Hrebeć – 10. miejsce

100 m stylem grzbietowym
- Tinatin Lekweiszwili – 14. miejsce
- Tatjana Sawieljewa – 17. miejsce

200 m stylem grzbietowym
- Tatjana Sawieljewa – 12. miejsce
- Tinatin Lekweiszwili – 23. miejsce

100 m stylem klasycznym
- Galina Prozumienszczikowa – srebrny medal
- Swietłana Babanina – 7. miejsce
- Ałła Griebiennikowa – 10. miejsce

200 m stylem klasycznym
- Galina Prozumienszczikowa – brązowy medal
- Ałła Griebiennikowa – 4. miejsce
- Swietłana Babanina – 6. miejsce

100 m stylem motylkowym
- Tetiana Dewiatowa – 10. miejsce

200 m stylem motylkowym
- Tetiana Dewiatowa – 9. miejsce

200 m stylem zmiennym
- Łarisa Zacharowa – 7. miejsce

400 m stylem zmiennym
- Łarisa Zacharowa – 11. miejsce

4 × 100 m stylem zmiennym
- Tinatin Lekweiszwili, Ałła Griebiennikowa, Tetiana Dewiatowa, Lidija Hrebeć, Łarisa Zacharowa – 4. miejsce

### Podnoszenie ciężarów
- Giennadij Czetin – 4. miejsce, waga kogucia
- Dito Szanidze – srebrny medal, waga piórkowa
- Wiktor Kuriencow – złoty medal, waga średnia
- Wołodymyr Bielajew – złoty medal, waga lekkociężka
- Boris Sielicki – srebrny medal, waga lekkociężka
- Jaan Talts – srebrny medal, waga półciężka
- Łeonid Żabotynśkyj – złoty medal, waga ciężka

### Skoki do wody

#### Mężczyźni
Trampolina 3 m
- Michaił Safonow – 9. miejsce
- Władimir Wasin – 11. miejsce
- Boris Poluliachi – 20. miejsce

Wieża 10 m
- Michaił Safonow – 9. miejsce
- Władimir Wasin – 10. miejsce
- Wiktor Pogożew – 16. miejsce

#### Kobiety
Trampolina 3 m
- Tamara Safonowa – srebrny medal
- Wiera Bakłanowa – 6. miejsce
- Jelena Anochina – 8. miejsce

Wieża 10 m
- Natalja Łobanowa – srebrny medal
- Galina Aleksiejewa – 14. miejsce
- Natalja Karpuchina – 22. miejsce

### Strzelectwo
Pistolet szybkostrzelny 25 m
- Rienart Sulejmanow – brązowy medal
- Anatolij Oniszczuk – 27. miejsce

Pistolet 50 m
- Grigorij Kosych – złoty medal
- Władimir Stołypin – 10. miejsce

Karabin dowolny 3 postawy 300 m
- Walentin Korniew – srebrny medal
- Szota Kweliaszwili – 4. miejsce

Karabin małokalibrowy 3 postawy 50 m
- Witalij Parchimowicz – brązowy medal
- Władimir Koniachin – 10. miejsce

Karabin małokalibrowy leżąc 50 m
- Walentin Korniew – 16. miejsce
- Witalij Parchimowicz – 36. miejsce

Trap
- Pāvels Seničevs – 4. miejsce
- Aleksandr Alipow – 7. miejsce

Skeet
- Jewgienij Pietrow – złoty medal
- Jurij Curanow – 4. miejsce

### Szermierka

#### Mężczyźni
Floret
- Gierman Swiesznikow – 7. miejsce
- Wasyl Stankowycz – 9. miejsce
- Wiktor Putiatin – 9. miejsce

Floret drużynowo
- Jurij Sisikin, Wiktor Putiatin, Gierman Swiesznikow, Jurij Szarow, Wasyl Stankowycz – srebrny medal

Szpada
- Hryhorij Kriss – srebrny medal
- Wiktor Modzolewski – 4. miejsce
- Aleksiej Nikanczikow – 9. miejsce

Szpada drużynowo
- Hryhorij Kriss, Wiktor Modzolewski, Josyp Witebski, Aleksiej Nikanczikow, Jurij Smolakow – srebrny medal

Szabla
- Mark Rakita – srebrny medal
- Władimir Nazłymow – 4. miejsce
- Umiar Mawlichanow – 7. miejsce

Szabla drużynowo
- Umiar Mawlichanow, Wiktor Sidiak, Mark Rakita, Władimir Nazłymow, Eduard Winokurow – srebrny medal

#### Kobiety
Floret
- Jelena Nowikowa – złoty medal
- Galina Gorochowa – 6. miejsce
- Aleksandra Zabielina – odpadła w eliminacjach

Floret drużynowo
- Jelena Nowikowa, Galina Gorochowa, Aleksandra Zabielina, Tatjana Pietrienko, Swietłana Czirkowa – złoty medal

### Wioślarstwo
Jedynka mężczyzn
- Wiktor Mielnikow – DNS

Dwójka podwójna mężczyzn
- Aleksandr Timoszynin, Anatolij Sass – złoty medal

Dwójka bez sternika mężczyzn
- Apolinaras Grigas, Władimir•Rikkanien – DNF

Dwójka ze sternikiem mężczyzn
- Leonid Draczewski, Tiit Helmja, Igor Rudakow – DNS

czwórka bez sternika mężczyzn
- Vitolds Barkāns, Elmārs Rubīns, Pawieł Iljinski, Guntis Niedra – 11. miejsce

czwórka ze sternikiem mężczyzn
- Anatolij Niemtyriow, Nikołaj Surow, Aleksiej Miszyn, Arkadij Kudinow, Wiktor Michiejew, Boris Dujunow – 6. miejsce

ósemka mężczyzn
- Zigmas Jukna, Antanas Bagdonavičius, Wołodymyr Sterlik, Juozas Jagelavičius, Aleksandr Martyszkin, Vytautas Briedis, Wałentyn Krawczuk, Wiktor Suslin, Jurij Łoriencson – brązowy medal

### Zapasy
- Władimir Bakulin – srebrny medal, 52 kg styl klasyczny
- Iwan Koczergin – brązowy medal, 57 kg styl klasyczny
- Roman Rurua – złoty medal, 63 kg styl klasyczny
- Giennadij Sapunow – odpadł w eliminacjach, 70 kg styl klasyczny
- Wiktor Igumenow – odpadł w eliminacjach, 78 kg styl klasyczny
- Walentin Olenik – srebrny medal, 87 kg styl klasyczny
- Nikołaj Jakowienko – srebrny medal, 97 kg styl klasyczny
- Anatolij Roszczin – srebrny medal, +97 kg styl klasyczny

- Nazar Albarjan – 4. miejsce, 52 kg styl wolny
- Ali Alijew – 4. miejsce, 57 kg styl wolny
- Elkan Tedejew – 6. miejsce, 63 kg styl wolny
- Sarberg Beriaszwili – 5. miejsce, 70 kg styl wolny
- Jurij Szachmuradow – 6. miejsce, 78 kg styl wolny
- Boris Guriewicz – złoty medal, 87 kg styl wolny
- Szota Lomidze – srebrny medal, 97 kg styl wolny
- Aleksandr Miedwied – złoty medal, +97 kg styl wolny

### Żeglarstwo
Klasa Finn
- Wałentyn Mankin – złoty medal

Klasa Star
- Timir Piniegin, Fiodor Szutkow – 16. miejsce

Klasa Dragon
- Jurij Anisimow, Walerij Afanasjew, Walerij Rużnikow – 11. miejsce

Latający Holender
- Lew Rwałow, Wiktor Pilczin – 15. miejsce

Klasa 5,5 m
- Konstantin Aleksandrow, Konstantin Mielgunow, Władimir Aleksandrow – złoty medal